# Curse Trăsnite
Curse Trăsnite (engleză Wacky Races) este un serial de animație de comedie produs de Hanna-Barbera. Serialul prezintă 11 mașini diferite, care concurează în fiecare episod pe traseuri diferite. Din 14 septembrie 1968 până în 4 ianuarie 1969 au fost produse șaptesprezece episoade. În fiecare episod sunt prezentate câte două curse diferite. Desenul animat are un număr foarte mare de personaje principale. Douăzeci și trei de personaje concurează în fiecare dintre cele unsprezece episoade.
Serialul a fost difuzat în trecut și în România pe Cartoon Network, dar în varianta în engleză, după care a început să se difuzeze și pe Boomerang.

## Despre serial
Povestea ne spune despre o cursă nesfârșită în jurul lumii, plină de păcăleli. Cei mai trăsniți automobiliști de pe pământ se întrec pentru a câștiga una dintre Cursele trăsnite și pentru titlul de „Cel mai trăsnit automobilist din lume”. Dick Dastardly și partenerul său, Muttley, nu se vor da înapoi de la nimic pentru a câștiga Cursele trăsnite. Dar planurile lor necinstite se întorc mereu împotriva lor, astfel încât ceilalți concurenți au cale deschisă pentru a se repezi către linia de sosire a Curselor trăsnite !

## Personaje

### Dick Dastardly și Muttley în mașina "Mean Machine"[1](numărul 00)
Dick Dastardly și câinele lui, Muttley, sunt răufăcătorii diabolici din Cursele trăsnite. Înarmat cu rânjetul său prostesc, Muttley îl ajută pe Dick Dastardly în încercările lui de a obține victoria, prin sabotaj și uneltiri la fiecare Cursă trăsnită. Reușesc să fie pe prima poziție în fiecare Cursă trăsnită, dar de fiecare dată sfârșesc în urma celorlalți, abia târându-se ! Mașina lor are formă de rachetă de culoare violet și este plină de arme. Deși mașina lor are capacitatea să zboare, și pare și cea mai rapidă, cei doi nu au reușit niciodată să ajungă pe locul 1.

### Frații Slag în Bouldermobile (numărul 1)
Dezastruoșii oameni ai cavernelor care participă la Cursele trăsnite, frații Slag, încearcă în fiecare săptămână să cucerească victoria cu Bouldermobile , dar se pare că petrec mai mult timp bătându-se cu bâtele ! Rock și Gravel Slag se folosesc adesea de animale de companie preistorice pentru a-i ajuta în Cursele trăsnite, dar de obicei se bazează pe puterea propriilor bâte pentru a se propulsa. Mașina lor este doar un bolovan pe roți.

### Gruesome Twosome în Creepy Coupe[3](numărul 2)
Cei doi Gruesome Twosome de la Cursele trăsnite, Marele Gruesome și Micul Gruesome, conduc o mașină ciudată ca un turn cu clopotniță, care găzduiește un dragon, fantome, șerpi și multe lucruri înspăimâmtătoare. S-au folosit de aceste lucruri în competiție și uneori chiar au dat din aripi, până la linia de sosire a Curselor trăsnite !

### Profesorul Pat Pending în Convert-a-Car[4](numărul 3)
Având curaj și dispozitive din belșug, profesorul Pat Pending aduce o doză de inteligență în Cursele trăsnite. În ciudata sa mașină barcă-avion, Profesorul Pat Pending își poate transforma automobilul trăsnit pentru a se adapta oricărui tip de teren. Chiar dacă este hotărât să câștige, Profesorul Pat Pending este destul de amabil pentru a-i ajuta pe colegii de curse care dau de bucluc.

### Red Max în Crimson Haybailer (numărul 4)
Un talent la înălțime, care dorește să fie stăpân pe traseul Curselor trăsnite, Red Max începe fiecare cursă plin de speranță, dar de obicei se prăbușește înainte de final ! Mașina "Crimson Haybailer"  a lui Red Max zboară la fel de bine pe cât rulează, adică nu foarte bine; dar, în Cursele trăsnite important este să ai atitudine, iar Red Max are din belșug. Mașina sa are un tun atașat, care trage cu gloanțe, praf de piper sau alte substanțe care încurcă piloții.

### Penelope Pitstop în Compact Pussycat (numărul 5)
Starleta Curselor trăsnite și singura femeie din competiție, Penelope Pitstop își menține cu ușurință înfățișarea adorabilă, în timp ce conduce mașina "Compact Pussycat" , pentru că aceasta se transformă în salon de frumusețe mobil și este plină cu lucruri tipic femeiești. Penelopa poartă un costum de curse gen anii 1930. Se bazează pe farmecul și pe accesoriile sale de frumusețe pentru a deveni campioană la Cursele trăsnite și nici nu are nevoie de mai mult.

### Sergentul Blast și Soldatul Meekly în Army Surplus Special (numărul 6)
Sergentul Blast și Soldatul Meekly sunt militarii vitezomani din Cursele trăsnite. Ei conduc mașina "Army Surplus Special" , un amestec între mașină de teren și tanc, care are și un tun ce se poate roti în jur. Perechea aceasta formează o echipă bună pentru Cursele trăsnite, Soldatul Meekly fiind la volan, în timp ce Blast zbiară ordine despre cum să își extermine rivalii !

### Clanul Mafioților Mușuroi (Ant Hill Mob) în Bomb Bulletproof (numărul 7)
Clanul Mafioților Mușuroi este format din câțiva bandiți mititei, care se bazează pe manevre de evadare pentru a-și întrece rivalii în Cursele trăsnite. Întrucât cei șapte încearcă să conducă în același timp "Bulletproff Bomb" , este de mirare că reușesc să ajungă la linia de pornire, darămite la linia de sosire a Curselor trăsnite ! Mașina lor este o limuzină, care se poate conduce prin mersul picioarelor.

### Lazy Luke și Blubber Bear în Arkansas Chuggabug (numărul 8)
Lazy Luke și Blubber Bear sunt cei mai relaxați concurenți ai Curselor trăsnite. Lui Lazy Luke îi place să lenevească în balansoarul său și să lase câștigarea cursei în seama mașinăriei "Arkansas Chuggabug"  și a lui Blubber Bear ! Ei au o mașină din lemn, ce folosește, drept combustibil, cărbuni arși într-o sobă.

### Peter Perfect în Turbo Terrific (numărul 9)
Gentilomul macho din Cursele trăsnite, Peter Perfect, rulează în mașina sa de curse, "Turbo Terrific" , o mașina roșie cu roți foarte mari. Peter Perfect are o pasiune pentru Penelopa, de aceea oprind mereu, să o ajute. I-ar conveni de minune să oprească într-un loc liniștit cu aceasta, dar ea este mult mai interesată de câștigarea Curselor trăsnite. Adesea i se strică mașina în mijlocul cursei, chiar după ce Peter spune că mașina lui merge perfect.

### Rufus Ruffcut și Sawtooth în Buzzwagon (numărul 10)
Concurenții tăietori de lemne din Cursele trăsnite, Rufus Ruffcut și entuziastul său amic, Sawtooth, au mereu o abordare tăioasă față de competiție. Având roți de gater în loc de cauciucuri, mașina "Buzzwagon"  a lui Rufus Ruffcut poate tăia aproape orice, iar în timpul Curselor trăsnite chiar asta face !

### Naratorul
Fiecare episod este introdus și comentat de un narator nevăzut, care adesea comunică cu concurenții în timp ce ei conduc. Concurenții răspund vorbind cu audiența. Dick Dastardly îi spune naratorului 'Boopsie'.

## Episoade
1. See-Saw To Arkansas (a) / Creepy Trip To Lemon Twist (b)
2. Why Oh Why Wyoming (a) / Beat The Clock To Yellow Rock (b)
3. Mish Mash Missouri Dash (a) / Idaho A Go Go (b)
4. The Baja-Ha-Ha Race (a) / Real Gone Ape (b)
5. Scout Scatter (a) / Free Wheeling to Wheeling (b)
6. By Rollercoaster to Upsan Downs (a) / The Speedy Arkansas Traveler (b)
7. The Zippy Mississippi Race (a) / Traffic Jambalaya (b)
8. Hot Race at Chillicothe (a) / The Wrong Lumber Race (b)
9. Rhode Island Road Race (a) / The Great Cold Rush Race (b)
10. Wacky Race to Ripsaw (a) / Oils Well That Ends Well (b)
11. Whizzin’ to Washington (a) / The Dipsy Doodle Desert Derby (b)
12. Eeny, Meeny Missouri Go ! (a) / The Super Silly Swamp Sprint (b)
13. The Dopey Dakota Derby (a) / Dash to Delaware (b)
14. Speeding for Smogland (a) / Race Rally to Raleigh (b)
15. Ballpoint, Penn. or Bust ! (a) / Fast Track to Hackensack (b)
16. The Ski Resort Road Race (a) / Overseas Hi-Way Race (b)
17. Race to Racine (a) / The Carlsbad or Bust Bash (b)

## Rezultatele curselor
| —        | —                    | Punctajele oferite de narator, după indicarea primilor 3 competitori care au trecut de linia de sosire | Punctajele oferite de narator, după indicarea primilor 3 competitori care au trecut de linia de sosire | Punctajele oferite de narator, după indicarea primilor 3 competitori care au trecut de linia de sosire | —                                 |
| Nr. ctr. | Numele mașinii       | Locul 1                                                                                                | locul 2                                                                                                | Locul 3                                                                                                | Totalul punctelor fiecărei mașini |
| -------- | -------------------- | --- | --- | --- | --------------------------------- |
| #7       | Bomb Bulletproof     | 4 | 5 | 2 | 11                                |
| #5       | Compact Pussycat     | 4 | 2 | 5 | 11                                |
| #9       | Turbo                | 4 | 2 | 2 | 8                                 |
| #8       | Arkansas Chuggabug   | 4 | 1 | 4 | 9                                 |
| #1       | Bouldermobile        | 3 | 8 | 3 | 14                                |
| #10      | Buzzwagon            | 3 | 6 | 4 | 13                                |
| #4       | Crimson Haybailer    | 3 | 4 | 3 | 10                                |
| #2       | Creepy Coupe         | 3 | 3 | 6 | 12                                |
| #3       | Convert-a-Car        | 3 | 2 | 5 | 10                                |
| #6       | Army Surplus Special | 3 | 1 | 0 | 4                                 |
| #00      | Mean Machine         | 0 | 0 | 0 | 0                                 |

## Serialespin-offși înrudite
În 1969, Penelopa Pitstop și Clanul Mafioților Mușuroi au apărut în propriul serial, numit Peripețiile Penelopei Pitstop. În același an, Dick Dastardly și Muttley au apărut de asemenea în propriul serial, numit Dastardly și Muttley în aparatele lor de zbor.
Dick Dastardly și Muttley se întorc în 1985, în serialul Yogi și vânătoarea de comori, unde ei concurau într-o vânătoare de comori împotriva Ursului Yogi și a prietenilor săi. Aici, ei conduc un submarin, numit The SS Dirty Tricks, și un biavion din Primul Război Mondial.
Ursul Blubber apare ca un personaj recurent în Aventurile ursului Yogi, în 1988.
Dastardly și Muttley se reîntorc în 1990, în segmentul din Wake, Rattle and Roll numit Fender Bender 500, unde aceștia conduc o nouă mașină, numită "Dirty Truckster" . Aceștia concurau împotriva Ursului Yogi, Vrăjitoarei fermecătoare, lui Quick Draw McGraw și a altor staruri Hanna-Barbera. Deși aceștia continuă cu capcane și cu trișat, Dastardly și Muttley au reușit să câștige câteva curse.
În 1991, versiuni adolescentice a lui Dastardly și Muttley apar în serialul Yo Yogi !, împreună cu versiuni adolescentine ale lui Yogi, Boo-Boo, Cindy, Snagglepuss și Huckleberry Hound.
În 2006, un pilot pentru un serial spin-off, numit Wacky Races Forever, a fost produs pentru Cartoon Network. Acesta descria atât noi, cât și vechi concurenți, concurând în întreceri împotriva fiecăruia. Penelope Pitstop și Peter Perfect s-au căsătorit și au creat industriile Perfect, sponsporul noilor curse trăsnite, iar copiii lor, numiți Piper și Parker, concurează la curse. Alte personaje sunt Frații Slag, Profesorul Pat Pending, o versiune adolescentică a lui Gruesome Twosome și Dastardly cu Muttley (lucrând pentru un nou răufăcător, numit Domnul Viceroy, care voia să fure industriile Perfect). Acest serial nu a fost ales de Cartoon Network.
În 2017, un reboot, Curse Trăsnite, a debutat în cadrul serviciului SVOD al postului TV Boomerang. Acest serial durează 11 minute pe episod și introduce personaje noi, ca I.Q. Ickley, Pandora Pitstop și Brick Crashman.
În 2022 un al doilea reboot a fost anunțat, serialul va fi produs de Hanna-Barbera Studios Europe și difuzat pe Cartoon Network, la o dată necunoscută.

## Legături externe
- Fansite pentru Cursele trăsnite
- Curse Trăsnite la Internet Movie Database
- Curse Trăsnite la TV.com
- The Cartoon Scrapbook Arhivat în 17 februarie 2010, la Wayback Machine. – Profil pentru Curse trăsnite

1. ↑  Adică, "Aparatul răutăcios"
2. ↑  Adică, Mașina-bolovan
3. ↑  Adică, Cupeul înfricoșător
4. ↑  Adică, Mașina versatilă
5. ↑  Adică, Combina stacojie
6. ↑  Adică, Pudriera pisicuței
7. ↑  Adică, Surplusul militar special
8. ↑  Adică, Bomba antiglonț
9. ↑  Adică, Gândacul lent și gălăgios din Arkansas
10. ↑  Adică, Motorul grozav
11. ↑  Adică, Trăsura tăioasă
12. ↑  Adică, Camioneta mizerabilă ori șmecheră